# Lubaczów

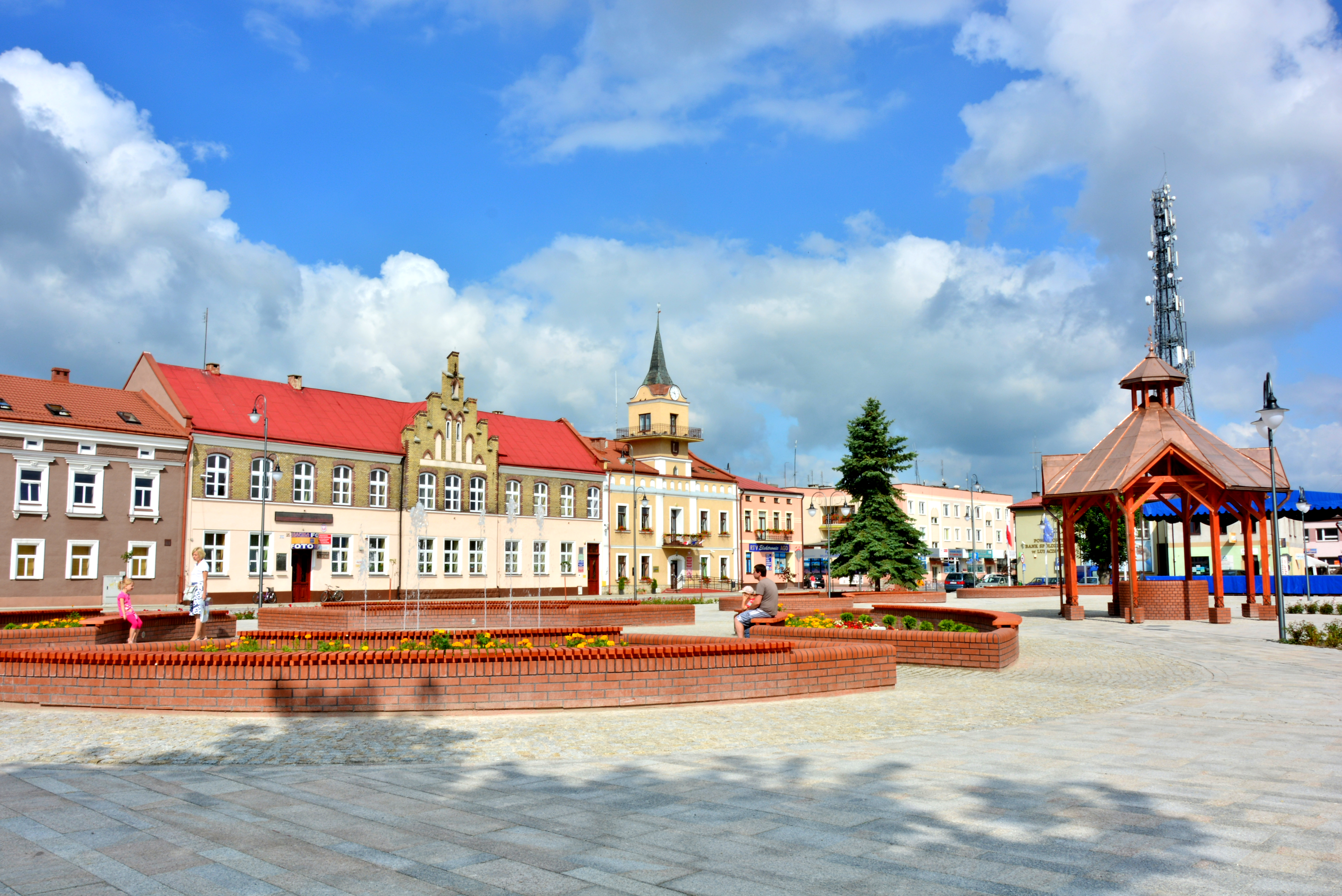
Náměstí

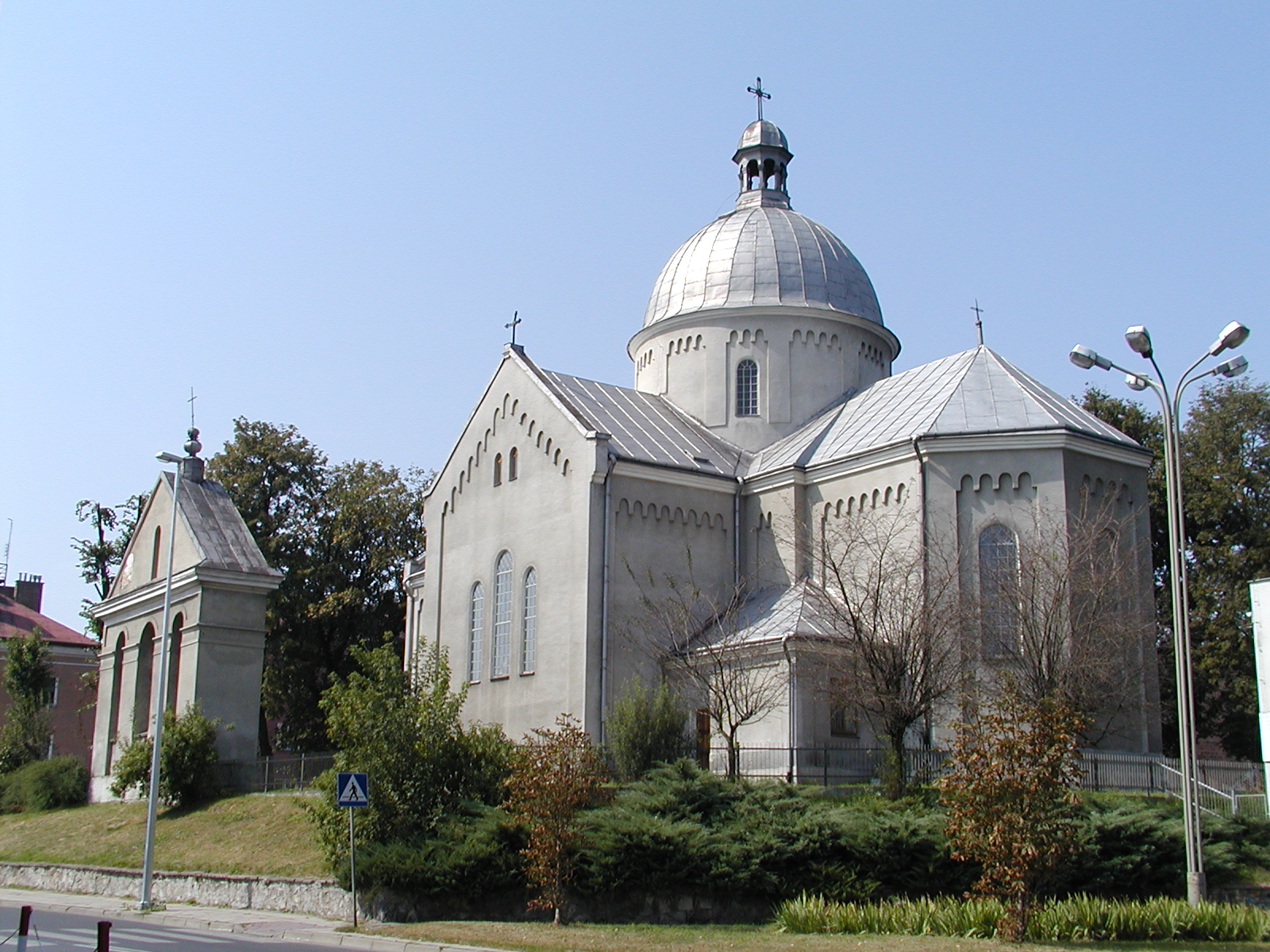
Cerkev sv. Mikuláše

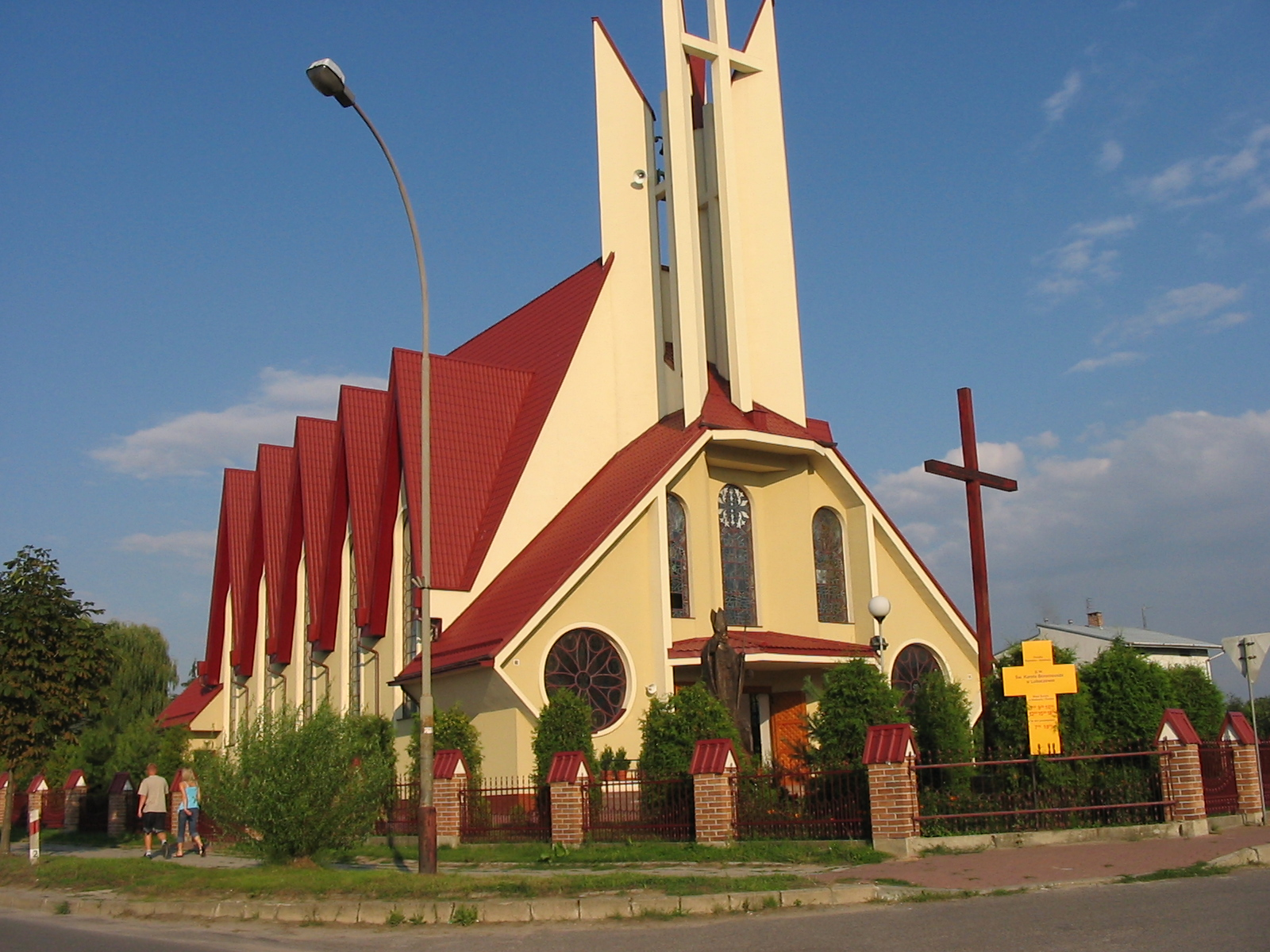
Kostel sv. Karla Boromejského

Lubaczów (ukrajinsky Любачів, v jidiš ליבעטשויוו‎, rusky Любачув) je město ve východním Polsku v Podkarpatském vojvodství ve stejnojmenném okrese. Město je sídlem stejnojmenné vesnické gminy a centrem obchodu, kultury a služeb. V roce 2024 zde žilo 11 313 obyvatel.
Město leží u ústí říčky Sołotwa do řeky Lubaczówka. Hranice s Ukrajinou je vzdálena 24 kilometrů (hraniční přechod Korczowa).

## Historie
Lubaczów je prvně zmiňován v roce 1214, kdy zde pod vedením vojvody Pakoslawa Lasocice ze Sandoměře v souladu se smlouvou ze Spiše mezi Lešek I. Bílým a Ondřejem II. Uherským, vzniklo hradiště. Do roku 1376, kdy získalo městská práva neslo osídlení jméno Lubacew nebo Ljubacew. Do roku 1462 bylo město pod správou knížat mazovských. V tomto roce bylo připojeno k Polskému království, jako součást nově zřízeného belzského vojvodství, kde setrvalo až do roku 1772. Během polsko-osmanské války (1672–76), se u Lubaczowa 7 a 8. října 1672 odehrávaly boje známé jako „bitva u Niemirowa“. Město se vyvinulo v centrum řemesel, vyráběly se tu sečné zbraně a od 18. století i křišťálové sklo. Od 15. století se v oblasti začali usazovat Židé.
V roce 1772 připadl Lubaczów při prvním dělení Polska Rakousku a byl součástí Haliče. V roce 1868 přesunuly rakouské úřady sídlo okresní správy do blízkého Cieszanówa. V roce 1880 získal Lubaczów železniční spojení s městem Jarosław. V roce 1896 zde byla postavena nemocnice. Při požárech v letech 1899 a 1904 většina městských budov vyhořela.
V roce 1918 kdy Polsko vyhlásilo nezávislý stát, se Lubaczów stal součástí lvovského vojvodství Druhé Polské Republiky. IV. Prapor haličského pěšího pluku č. 90 Polské armády sídlící ve městě, se účastnil bojů Polko-ukrajinské války v okolí města až do roku 1919. Podle sčítání lidu z roku 1919 žilo ve městě 2991 Poláků, 1793 Rusínů (Ukrajinců) a 519 Židů.
Během zářijového tažení se u Lubaczowa a Oleszyce strhly těžké boje mezi postupujícími Němci a ustupující polskou 21. divizí horské pěchoty (21 Dywizja Piechoty Górskiej), při nichž byl 16. září zabit brigádní generál Jozef Kustron. 7. září 1939 byl Lubaczów bombardován letadly Luftwaffe a o pět dní později bylo město obsazeno jednotkami Wehrmachtu. 26. září 1939 sem v souladu s Paktem Ribbentrop–Molotov dorazila sovětská Rudá armáda. Během období sovětské vlády mezi zářím 1939 a červnem 1941 bylo mnoho obyvatel deportováno na Sibiř. Město neslo pouze ruský název Ljubačev (Любачев) a až do ledna 1940 bylo sídlem ujezdu Ljubačev, v rámci Lvovské oblasti. Po správní reformě se 10. ledna 1940 stalo město sídlem Rajónu Ljubačev. Po napadení Sovětského svazu 22. června 1941 se sem vrátili Němci. Německá okupační správa zřídila pro Židy z města a okolí ghetto. Z celkového počtu 7000 zde shromážděných lidí bylo asi 4500 v následujících měsících zastřeleno, zbylí byli posláni do Vyhlazovacího tábora Belzec. Během druhé světové války byl Lubaczów z velké části zničen.
Vstup Rudé armády do města 22. července 1944 boje v oblasti neukončil, ačkoliv bylo město i se stejnojmenným rajónem v říjnu 1944 oficiálně navráceno Polsku. Občanská válka mezi polskými a ukrajinskými partyzánskými jednotkami probíhala v jihovýchodní části Polska po dobu několika let. V průběhu operace Visla byla ukrajinská populace města deportována polskými orgány na západ na území, která Polsko po roce 1945 nově získalo od Německa.

## Gmina

### Městská gmina
Město Lubaczów je samostatnou městskou gminou (gmina miejska).

### Vesnická gmina
Vesnická gmina (gmina wiejska) Lubaczów má rozlohu 202,86 km². Patří do ní následujících 23 obcí se starostenstvími (Sołectwo):
- Antoniki
- Bałaje
- Basznia Dolna
- Basznia Górna
- Borowa Góra
- Budomierz
- Dąbków
- Dąbrowa
- Hurcze
- Karolówka
- Krowica Hołodowska
- Krowica Lasowa
- Krowica Sama
- Lisie Jamy
- Młodów
- Mokrzyca
- Opaka
- Piastowo
- Podlesie
- Szczutków
- Tymce
- Wólka Krowicka
- Załuże

## Doprava
Město leží na železniční trati spojující Jarosław a ukrajinský Kovel. Železniční stanice se nachází v severní části města.
V Lubaczowě se setkávají regionální silnice vedoucí ke čtyřem polsko-ukrajinským hraničním přechodům: silnice č. 866 (droga wojewódzka nr 866) vedoucí k hraničnímu přechodu Budomierz (asi 13 km), na druhou stranu pokračuje z města do měst Przemysl, Jarosław, Narol, Bełżec a Tomaszów Lubelski. Další je silnice č. 867 do 33 kilometrů vzdáleného přechodu Werchrata a 50 km vzdáleného přechodu Hrebenne, západním směrem pokračuje do měst Oleszyce a Sieniawa. Z města také vede silnice k přechodu Korczowa (25 km). 

## Partnerská města
Zdroj: oficiální stránky města
| Město    | Stát      | Od roku |
| -------- | --------- | ------- |
| Tostedt  | Německo   | 1993    |
| Javoriv  | Ukrajina  | 1997    |
| Érd      | Maďarsko  | 2003    |
| Sobrance | Slovensko | 2009    |
| Reghin   | Rumunsko  | 2014    |
| Levice   | Slovensko | 2018    |

## Významné osobnosti
- Henryk Cioch (1951–2017) – právník, vysokoškolský profesor
- Stanisław Dąbek (1892–1939) – plukovník, posmrtně povýšen na brigádního generála. V roce 1939 byl velitelem MBON a LOW
- Stanisław Dębicki (1866–1924) – profesor krakovské ASP, polský malíř a ilustrátor
- Jarosław Furgała (1919–2020) – lidový sochař
- Marian Jaworski (1926–2020) – apoštolský administrátor v Lubaczowě, metropolita lvovský
- Dawid Kornaga (* 1975) – spisovatel
- Robert Korzeniowski (* 1968)– atlet, chodec, čtyřnásobný olympijský vítěz, trojnásobný mistra světa a dvojnásobný mistr Evropy
- Józef Marian Michalik (* 1954) – politik, poslanec Sejmu
- Franciszek Misztal (1901–1981) – letecký konstruktér, prof. Varšavské polytechniky. Tvůrce strojů PZL.23 Karaś, PZL.26 a hlavní konstruktér PZL.38 Wilk
- Stanisław Pietrasiewicz (1915–1998) – generál polské armády
- Stanisław Skorodecki (1919–2002) – katolický kněz
- Marian Rechowicz (1910–1983) – biskup administrátor metropole lvovské, rektor KUL
- Eugeniusz Tkaczyszyn-Dycki (* 1962) – básník, laureát ceny Nike 2009
- Władysław Witwicki (1878–1948) – psycholog, filozof, překladatel a ilustrátor Platónových dialogů, malíř a tvůrce ex libris
- Marian Wojciechowski (* 1951) – plukovník WP